# Pairisadès II
Pour les articles homonymes, voir Pairisadès.
Pairisadès II (grec ancien : Παιρισάδης B') est un roi du Bosphore ayant régné de 284 à environ 245 av. J.-C. Du fait de la perte des livres suivants de la Bibliothèque historique de Diodore de Sicile, le règne de ce roi et de ses successeurs n'est connu que grâce aux inscriptions et à leurs émissions monétaires.

## Origine
Pairisadès II est peut-être le « Parysadès » évoqué par Diodore de Sicile ; un « tout jeune homme », fils de Satyros II, ayant échappé, seul, au massacre perpétré par son oncle Eumélos, qui s'enfuit à cheval et parvient à se réfugier auprès d'Agaros, roi des Scythes, ou le fils de son prédécesseur Spartokos III.

## Règne
Après la mort de Spartokos III, le trône échoit à Pairisadès II vers 284 av. J.-C. dans des circonstances inconnues. Il l'occupe encore en 250 av. J.-C., année au cours de laquelle il fait à Délos un don : l'offrande d'une coupe. Pairisadès meurt sans doute peu après, vers 245 av. J.-C., car c'est un de ses fils qui reconnaît par une lettre l'asylie du sanctuaire de Cos et la célébration des Asclepieia en 242 av. J.-C..
Le 21 décembre 254 av. J.-C., des ambassadeurs de Pairisadès II en mission en Égypte auprès du roi Ptolémée II sont mentionnés par Zénon de Caunos comme ayant visité la région du Fayoum.

## Postérité
Deux fils de Pairisadès II sont connus :
- Spartokos IV, nommé dans une inscription avec le titre de roi ;
- Leucon II, nommé dans une autre inscription où il ne porte pas le titre de roi, et qui est sans doute antérieure à son avènement.